# 夢と知りせば
『夢と知りせば』（ゆめとしりせば）は、1952年に公開された中村登監督の日本映画。
雑誌『主婦之友』に連載された富田常雄の同名小説が原作。

## スタッフ
以下のスタッフ名はKINENOTEに従った。
- 監督 - 中村登
- 製作 - 山口松三郎
- 脚色 - 馬場当
- 原作 - 富田常雄 小説『夢と知りせば』
- 撮影 - 生方敏夫
- 美術 - 熊谷正雄
- 音楽 - 万城目正

## キャスト
以下の出演者名と役名はKINENOTEに従った。
- 木暮実千代 - 阿久津絹代
- 水原真知子 - 妹眞理子
- 柳永二郎 - 父久造
- 設楽幸嗣 - 絹代の子光久
- 佐野周二 - 野瀬滿也
- 飯田蝶子 - 母かね
- 佐分利信 - 神崎正一
- 森川まさみ - 工藤豊子
- 奈良真養 - 八木澤伊作
- 三井弘次 - 田中萬之助